# Sept-Frères
Pour l’article homonyme, voir Îles des Sept Frères.
Sept-Frères est une ancienne commune française, située dans le département du Calvados en région Normandie, devenue le 1er janvier 2017 une commune déléguée au sein de la commune nouvelle de Noues de Sienne.
Elle est peuplée de 359 habitants.

## Géographie

### Localisation
La commune est à l'ouest du Bocage virois. Son bourg est à 3 km au nord-est de Saint-Sever-Calvados et à 12 km à l'ouest de Vire.
| Morigny (Manche)                                      | Landelles-et-Coupigny                                 | Landelles-et-Coupigny                               |
| Courson (comm. nouv. de Noues de Sienne)              | Sept-Frères                                           | Le Mesnil-Caussois (comm. nouv. de Noues de Sienne) |
| Saint-Sever-Calvados (comm. nouv. de Noues de Sienne) | Saint-Sever-Calvados (comm. nouv. de Noues de Sienne) | Le Mesnil-Caussois (comm. nouv. de Noues de Sienne) |

### Géologie et relief
Le point culminant (197 m) se situe à l'ouest du bourg, près du lieu-dit le Montier. Le point le plus bas (84 m) correspond à la sortie du territoire du ruisseau de la Plaine, affluent de la Drôme, au nord. La commune est bocagère.

### Hydrographie
Sept-Frères est pour la plus grande partie de son territoire dans le bassin de la Vire, par trois de ses sous-affluents — par la Drôme — dont la Cunes et le ruisseau de la Plaine qui délimitent respectivement le territoire au sud-est et au nord-ouest. Les eaux du nord-est sont collectées par le troisième cours d'eau, plus modeste. La Sènène, tributaire de la Sienne, irrigue le sud-ouest après y avoir pris sa source sous le nom de rivière du Pont Laignel.

### Climat
Le climat est océanique, comme dans tout l'Ouest de la France. La station météorologique la plus proche est Granville-Pointe du Roc, à 41 km, mais Caen-Carpiquet est à moins de 60 km. Le Bocage virois s'en différencie toutefois pour la pluviométrie annuelle qui, à Sept-Frères, avoisine les 1 100 mm.

## Urbanisme

### Voies de communication et transports
Le bourg est traversé par la modeste route départementale no 81 qui le relie à Saint-Sever-Calvados au sud-ouest et à Landelles-et-Coupigny au nord-est. Partant du bourg également, la D 304 mène à Courson à l'ouest. L'accès à l'A84 est possible à Fleury (sortie 37) vers Rennes par Saint-Sever, et à Pont-Farcy (sortie 39) vers Caen par Landelles-et-Coupigny.

## Toponymie
Le nom de la localité est attesté sous la forme ecclesia de Septem Fratibus en 1332. Deux origines sont avancées pour le nom de la commune qui daterait du XIVe siècle, époque où Saint-Martin-des-Bois devient Sept-Frères. L'une parait légendaire : une femme aurait accouché de septuplés, tous masculins ; l'autre est plus crédible : un chanoine de Coutances, dont Saint-Martin dépendait du diocèse, aurait fait don à la paroisse de reliques de sept frères martyrs ramenées de Rome.
Le chiffre sept, symbolique dans la religion catholique, est également à l'origine du nom de deux autres communes de Basse-Normandie : Sept-Forges, dans l'Orne, et Sept-Vents, dans le Calvados.
Le gentilé est Sept-Frèrien.

## Histoire
Le 1er janvier 2017, Sept-Frères intègre avec neuf autres communes la commune de Noues de Sienne créée sous le régime juridique des communes nouvelles instauré par la loi no 2010-1563 du 16 décembre 2010 de réforme des collectivités territoriales. Les communes de Champ-du-Boult, Le Gast, Courson, Fontenermont, Mesnil-Clinchamps, Le Mesnil-Caussois, Le Mesnil-Benoist, Saint-Manvieu-Bocage, Saint-Sever-Calvados et Sept-Frères deviennent des communes déléguées et Saint-Sever-Calvados est le chef-lieu de la commune nouvelle.

## Politique et administration
| Période                                  | Période       | Identité        | Étiquette | Qualité           |
| ---------------------------------------- | ------------- | --------------- | --------- | ----------------- |
| Les données manquantes sont à compléter. |               |                 |           |                   |
| mars 1947                                | mai 1953      | Henri Pôtel     |           | Agriculteur       |
|                                          |               |                 |           |                   |
| mars 1977                                | mars 1989     | Marcel Gosselin |           | Chef d'entreprise |
| mars 1989                                | mars 2008     | Jean Pôtel      | PRG       | Assureur          |
| mars 2008                                | décembre 2016 | Hervé Dupard    | SE        | Chef d'entreprise |

Le conseil municipal était composé de onze membres dont le maire et deux adjoints. Ces conseillers intègrent au complet le conseil municipal de Noues de Sienne le 1er janvier 2017 jusqu'en 2020 et Hervé Dupart devient maire délégué.

## Population et société

### Démographie
L'évolution du nombre d'habitants est connue à travers les recensements de la population effectués dans la commune depuis 1793. À partir du 1er janvier 2009, les populations légales des communes sont publiées annuellement dans le cadre d'un recensement qui repose désormais sur une collecte d'information annuelle, concernant successivement tous les territoires communaux au cours d'une période de cinq ans. 
Pour les communes de moins de 10 000 habitants, une enquête de recensement portant sur toute la population est réalisée tous les cinq ans, les populations légales des années intermédiaires étant quant à elles estimées par interpolation ou extrapolation. Pour la commune, le premier recensement exhaustif entrant dans le cadre du nouveau dispositif a été réalisé en 2007,.
En 2021, la commune comptait 359 habitants, en évolution de −11,58 % par rapport à 2015 (Calvados : +1,58 %, France hors Mayotte : +2,49 %).
Sept-Frères a compté jusqu'à 811 habitants en 1836.
| 1793 | 1800 | 1806 | 1821 | 1831 | 1836 | 1841 | 1846 | 1851 |
| ---- | ---- | ---- | ---- | ---- | ---- | ---- | ---- | ---- |
| 714  | 631  | 713  | 715  | 784  | 811  | 798  | 730  | 697  |

| 1856 | 1861 | 1866 | 1872 | 1876 | 1881 | 1886 | 1891 | 1896 |
| ---- | ---- | ---- | ---- | ---- | ---- | ---- | ---- | ---- |
| 690  | 717  | 670  | 668  | 633  | 578  | 554  | 569  | 611  |

| 1901 | 1906 | 1911 | 1921 | 1926 | 1931 | 1936 | 1946 | 1954 |
| ---- | ---- | ---- | ---- | ---- | ---- | ---- | ---- | ---- |
| 587  | 569  | 526  | 467  | 517  | 543  | 546  | 535  | 516  |

| 1962 | 1968 | 1975 | 1982 | 1990 | 1999 | 2007 | 2012 | 2017 |
| ---- | ---- | ---- | ---- | ---- | ---- | ---- | ---- | ---- |
| 524  | 443  | 353  | 359  | 405  | 374  | 345  | 373  | 427  |

| 2019 | - | - | - | - | - | - | - | - |
| ---- | - | - | - | - | - | - | - | - |
| 367  | - | - | - | - | - | - | - | - |

### Manifestations culturelles et festivités
Tous les ans, le premier dimanche d'octobre est organisé le traditionnel repas des anciens.
Le 6 décembre 2003, à l'occasion de l'inauguration de l'antenne relais installée par la radio VFM, le chanteur franco-gallois Michael Jones donna un concert dans la salle polyvalente de la commune.

### Jumelages
Lüssow (de) (Allemagne) depuis 2002.

## Économie
Sur la commune, on compte deux entreprises notables :
- La ferme de la Perdrière : centre de conditionnement d'œufs fermiers employant près de trente salariés. Le maire actuel est le responsable de cette entreprise.
- Entreprise de travaux agricoles Gosselin-Murie, employant près de dix salariés.

Sept-Frères est une commune très rurale : on dénombre pas moins de onze exploitations agricoles ayant comme principale production l'élevage laitier.

## Culture locale et patrimoine

### Lieux et monuments
- Église paroissiale Saint-Martin (XVIIe siècle). Le retable et le tabernacle du XVIIIe siècle sont classés à titre d'objets aux Monuments historiques[13].